# VI. legija Victrix
VI. legija Victrix – Zmagovita (latinsko Legio sexta Victrix), rimska legija, ki jo je leta  41 pr. n. št. ustanovil cesar Avgust. Bila je dvojčica VI. legije Ferrata in je morda vključevala tudi veterane omenjene legije.
Legija se je prvič spopadla v Peruziji, sedanji Perugii. Sodelovala je tudi v spopadih s Sekstom Pompejem, ki je okupiral Sicilijo in grozil, da bo Rimu prenehal dobavljati žito. Leta 31 pr. n. št. se je bojevala v bitki pri Akciju proti Marku Antoniju. Naslednje leto je bila premeščena v Tarakonsko Hispanijo, kjer se vojskovala v Avgustovi vojni proti Kantabrijcem, ki je trajala od 25 pr. n. št.-13 pr. n. št..

## Službovanje v Hispaniji
Legija je ostala v Hispaniji skoraj celo stoletje in dobila vzdevek Hispaniensis (Hispanska).  Njeni vojaki in vojaki X. legije Gemina so bili med prvimi naseljenci Caesarauguste, iz katere se je razvila sedanja Zaragoza. Vzdevek Victrix je dobila med vladanjem cesarja Nerona. Neron je bil v Hispaniji zelo nepriljubljen, zato je legija podprla tarakonskega guvernerja Servija Sulpicija Galba v njegovem poskusu, da bi strmoglavil Nerona, in ga v svojem taboru proglasila za rimskega cesarja. Galba je ustanovil še VII. legijo Gemina in odkorakal Rim, kjer je Neron naredil samomor.

## Službovanje v Britaniji
Leta 119 je Hadrijan legijo premestil v severno Britanijo na pomoč tamkajšnjim legijam v vojni z uporniki.  Vitrix je imela ključno vlogo za zmago in je po njej zamenjala zdesetkano IX. legijo Hispania  v Eboracumu (York). Leta 122 je začela graditi Hadrijanov zid, ki je v severni Britaniji dve desetletji zagotavljal mir.
Dvajset let kasneje je sodelovala pri graditvi Antoninovega zidu, katerega  so po letu 164 opustili. 
Leta 185 se je uprla in poskušala nepriljubljenega cesarja Komoda zamenjati s svojim poveljnikom  Priskom. Upor je zatrl Pertinaks, ki je po Komodovem umoru postal rimski cesar. 
Leta 175 je cesar Mark Avrelij porazil alansko pleme Jazigov, ki so bolj znani kot Sarmati. Vzel jih je v rimsko vojaško službo in jih naselil v Ribchestru, južno do Lancastra v severni Britaniji. Alanske katafrakte je vključil v VI. legijo Victrix. Za njenega poveljnika je imenoval alanskega vojskovodja, ki se je preimenoval v Lucija Artorija Kasta.